# Schodno (jezioro)
Schodno (kaszb. Jezoro Schódno) – przepływowe jezioro rynnowe w mezoregionie Bory Tucholskie, na wschód od wsi Kalisz, (gmina Dziemiany, powiat kościerski, województwo pomorskie).
Powierzchnia całkowita jeziora wynosi 55,71 ha. Akwenem jeziora prowadzi szlak wodny rzeki Wdy. Jezioro znajduje się na północnym skraju Wdzydzkiego Parku Krajobrazowego i jest planowane objęcie ochroną prawną - rezerwatem Wda - Trzebiocha.